# Leicester City Football Club 2016-2017
Questa voce raccoglie le informazioni riguardanti il Leicester City Football Club nelle competizioni ufficiali della stagione 2016-2017.

## Stagione
La stagione 2016-2017 è la centododicesima nella storia del club e la sua quarantanovesima stagione nella massima divisione. Questa stagione vede il Leicester City partecipare alla Premier League per la terza stagione consecutiva, nonché alla FA Cup e alla League Cup.
Campione d'Inghilterra in carica, il Leicester entra in un periodo di crisi che dura da settembre 2016 a febbraio 2017, mese in cui le Foxies perdono cinque partite di fila in campionato e vengono anche sconfitti per 2-1 dal Siviglia agli ottavi di finale di Champions League. A questo punto viene esonerato Claudio Ranieri e subentra Craig Shakespeare.
La partenza è ottima, l'allenatore inglese comincia con una convincente vittoria per 3-1 contro il Liverpool per poi ottenere altre quattro vittorie consecutive in campionato e anche un altro risultato storico: il Leicester ribalta il risultato negativo dell'andata e batte il Siviglia per 2-0 accedendo ai quarti di finale di Champions League, da cui però verrà eliminato dall'Atlético Madrid.
A fine stagione il Leicester arriverà 12° in Premier League con 44 punti, facendo registrare risultati sorprendenti come le vittorie per 4-2 contro il Manchester City e 3-1 contro il Liverpool sovracitata, ma anche tracolli pesanti come la sconfitta contro l'Everton per 4-2 e la manita subita dal Porto in Champions League.

## Maglie e sponsor
Lo sponsor ufficiale dal 2010 è King Power, mentre lo sponsor tecnico è ancora Puma.
| Casa | Casa 2 | Casa 3 | Trasferta | Terza | Terza 2 |

## Rosa
Dal sito web ufficiale della società.
| N. |                        | Ruolo | Calciatore            |
| -- | ---------------------- | ----- | --------------------- |
| 1  | Danimarca (bandiera)   | P     | Kasper Schmeichel     |
| 2  | Inghilterra (bandiera) | D     | Danny Simpson         |
| 3  | Inghilterra (bandiera) | D     | Ben Chilwell          |
| 5  | Giamaica (bandiera)    | D     | Wes Morgan (capitano) |
| 6  | Germania (bandiera)    | D     | Robert Huth           |
| 7  | Inghilterra (bandiera) | C     | Demarai Gray          |
| 8  | Nigeria (bandiera)     | A     | Kelechi Iheanacho     |
| 9  | Inghilterra (bandiera) | A     | Jamie Vardy           |
| 10 | Galles (bandiera)      | C     | Andy King             |
| 11 | Inghilterra (bandiera) | C     | Marc Albrighton       |
| 12 | Inghilterra (bandiera) | P     | Ben Hamer             |
| 13 | Nigeria (bandiera)     | A     | Ahmed Musa            |
| 15 | Inghilterra (bandiera) | D     | Harry Maguire         |
| 16 | Austria (bandiera)     | D     | Aleksandar Dragović   |

| N. |                        | Ruolo | Calciatore       |
| -- | ---------------------- | ----- | ---------------- |
| 17 | Svizzera (bandiera)    | P     | Eldin Jakupović  |
| 18 | Ghana (bandiera)       | C     | Daniel Amartey   |
| 19 | Algeria (bandiera)     | A     | Islam Slimani    |
| 20 | Giappone (bandiera)    | A     | Shinji Okazaki   |
| 21 | Spagna (bandiera)      | C     | Vicente Iborra   |
| 22 | Inghilterra (bandiera) | C     | Matty James      |
| 23 | Argentina (bandiera)   | A     | Leonardo Ulloa   |
| 25 | Nigeria (bandiera)     | C     | Onyinye Ndidi    |
| 26 | Algeria (bandiera)     | C     | Riyad Mahrez     |
| 28 | Austria (bandiera)     | D     | Christian Fuchs  |
| 29 | Tunisia (bandiera)     | D     | Yohan Benalouane |
| 34 | Inghilterra (bandiera) | D     | Josh Knight      |
| 38 | Inghilterra (bandiera) | C     | Hamza Choudhury  |
|    | Portogallo (bandiera)  | C     | Adrien Silva     |

## Calciomercato

### Sessione estiva(dall'1/7 al 31/8)
| Acquisti | Acquisti            | Acquisti         | Acquisti   |
| R.       | Nome                | da               | Modalità   |
| -------- | ------------------- | ---------------- | ---------- |
| D        | Harry Maguire       | Hull City        | definitivo |
| C        | Vicente Iborra      | Siviglia         | definitivo |
| P        | Eldin Jakupović     | Hull City        |            |
| A        | Kelechi Iheanacho   | Manchester City  | definitivo |
| D        | Aleksandar Dragović | Bayer Leverkusen | prestito   |

| Cessioni | Cessioni          | Cessioni       | Cessioni   |
| R.       | Nome              | a              | Modalità   |
| -------- | ----------------- | -------------- | ---------- |
| D        | Marcin Wasilewski | Wisła Cracovia | svincolato |
| P        | Ron-Robert Zieler | Stoccarda      |            |
| C        | Danny Drinkwater  | Chelsea        | definitivo |
| C        | Bartosz Kaputska  | Friburgo       | prestito   |
| C        | Nampalys Mendy    | Nizza          | prestito   |

## Risultati

### Premier League

#### Girone di andata
| Hull 13 agosto 2016, ore 12:30 BST 1ª giornata                                   | Hull City | 2 – 1 referto     | Leicester City | KCOM Stadium |
| \| \| \| \| \| Diomandé 45+1’ Snodgrass 57’ \| Marcatori \| 47’ (rig.) Mahrez \| |           |                   |                |              |
|                                                                                  |           |                   |                |              |
| Diomandé 45+1’ Snodgrass 57’                                                     | Marcatori | 47’ (rig.) Mahrez |                |              |

| Leicester 20 agosto 2016, ore 19:30 BST 2ª giornata | Leicester City | 0 – 0 referto | Arsenal | King Power Stadium |

| Leicester 27 agosto 2016, ore 17:00 BST 3ª giornata            | Leicester City | 2 – 1 referto | Swansea City | King Power Stadium |
| \| \| \| \| \| Vardy 32’ Morgan 52’ \| Marcatori \| 80’ Fer \| |                |               |              |                    |
|                                                                |                |               |              |                    |
| Vardy 32’ Morgan 52’                                           | Marcatori      | 80’ Fer       |              |                    |

| Liverpool 10 settembre 2016, ore 19:30 BST 4ª giornata                            | Liverpool | 4 – 1 referto | Leicester City | Anfield |
| \| \| \| \| \| Firmino 13’, 89’ Mané 31’ Lallana 56’ \| Marcatori \| 38’ Vardy \| |           |               |                |         |
|                                                                                   |           |               |                |         |
| Firmino 13’, 89’ Mané 31’ Lallana 56’                                             | Marcatori | 38’ Vardy     |                |         |

| Leicester 17 settembre 2016, ore 17:00 BST 5ª giornata              | Leicester City | 3 – 0 referto | Burnley | King Power Stadium |
| \| \| \| \| \| Slimani 45+1’, 48’ Mee 78’ (aut.) \| Marcatori \| \| |                |               |         |                    |
|                                                                     |                |               |         |                    |
| Slimani 45+1’, 48’ Mee 78’ (aut.)                                   | Marcatori      |               |         |                    |

| Manchester 24 settembre 2016, ore 12:30 BST 6ª giornata                                 | Manchester Utd | 4 – 1 referto | Leicester City | Old Trafford |
| \| \| \| \| \| Smalling 22’ Mata 37’ Rashford 40’ Pogba 42’ \| Marcatori \| 59’ Gray \| |                |               |                |              |
|                                                                                         |                |               |                |              |
| Smalling 22’ Mata 37’ Rashford 40’ Pogba 42’                                            | Marcatori      | 59’ Gray      |                |              |

| Leicester 2 ottobre 2016, ore 14:15 BST 7ª giornata | Leicester City | 0 – 0 referto | Southampton | King Power Stadium |

| Londra 15 ottobre 2016, ore 12:30 BST 8ª giornata               | Chelsea   | 3 – 0 referto | Leicester City | Stamford Bridge |
| \| \| \| \| \| Costa 7’ Hazard 33’ Moses 80’ \| Marcatori \| \| |           |               |                |                 |
|                                                                 |           |               |                |                 |
| Costa 7’ Hazard 33’ Moses 80’                                   | Marcatori |               |                |                 |

| Leicester 22 ottobre 2016, ore 15:00 BST 9ª giornata                        | Leicester City | 3 – 1 referto | Crystal Palace | King Power Stadium |
| \| \| \| \| \| Musa 42’ Okazaki 63’ Fuchs 80’ \| Marcatori \| 85’ Cabaye \| |                |               |                |                    |
|                                                                             |                |               |                |                    |
| Musa 42’ Okazaki 63’ Fuchs 80’                                              | Marcatori      | 85’ Cabaye    |                |                    |

| Londra 29 ottobre 2016, ore 15:00 BST 10ª giornata            | Tottenham | 1 – 1 referto | Leicester City | Tottenham Hotspur Stadium |
| \| \| \| \| \| Janssen 44’ (rig.) \| Marcatori \| 48’ Musa \| |           |               |                |                           |
|                                                               |           |               |                |                           |
| Janssen 44’ (rig.)                                            | Marcatori | 48’ Musa      |                |                           |

| Londra 6 novembre 2016, ore 16:30 GMT 11ª giornata                      | Leicester City | 1 – 2 referto             | West Bromwich | King Power Stadium |
| \| \| \| \| \| Slimani 55’ \| Marcatori \| 52’ Morrison 72’ Phillips \| |                |                           |               |                    |
|                                                                         |                |                           |               |                    |
| Slimani 55’                                                             | Marcatori      | 52’ Morrison 72’ Phillips |               |                    |

| Watford 19 novembre 2016, ore 15:00 GMT 12ª giornata                      | Watford   | 2 – 1 referto     | Leicester City | Vicarage Road |
| \| \| \| \| \| Capoue 1’ Pereyra 12’ \| Marcatori \| 15’ (rig.) Mahrez \| |           |                   |                |               |
|                                                                           |           |                   |                |               |
| Capoue 1’ Pereyra 12’                                                     | Marcatori | 15’ (rig.) Mahrez |                |               |

| Leicester 26 novembre 2016, ore 15:00 GMT 13ª giornata                                    | Leicester City | 2 – 2 referto    | Middlesbrough | King Power Stadium |
| \| \| \| \| \| Mahrez 34’ (rig.) Slimani 90+4’ (rig.) \| Marcatori \| 13’, 71’ Negredo \| |                |                  |               |                    |
|                                                                                           |                |                  |               |                    |
| Mahrez 34’ (rig.) Slimani 90+4’ (rig.)                                                    | Marcatori      | 13’, 71’ Negredo |               |                    |

| Sunderland 3 dicembre 2016, ore 15:00 GMT 14ª giornata                  | Sunderland | 2 – 1 referto | Leicester City | Stadium of Light |
| \| \| \| \| \| Huth 64’ (aut.) Defoe 77’ \| Marcatori \| 80’ Okazaki \| |            |               |                |                  |
|                                                                         |            |               |                |                  |
| Huth 64’ (aut.) Defoe 77’                                               | Marcatori  | 80’ Okazaki   |                |                  |

| Leicester 10 dicembre 2016, ore 17:30 GMT 15ª giornata                              | Leicester City | 4 – 2 referto          | Manchester City | King Power Stadium |
| \| \| \| \| \| Vardy 3’, 20’, 78’ King 5’ \| Marcatori \| 82’ Kolarov 90’ Nolito \| |                |                        |                 |                    |
|                                                                                     |                |                        |                 |                    |
| Vardy 3’, 20’, 78’ King 5’                                                          | Marcatori      | 82’ Kolarov 90’ Nolito |                 |                    |

| Bournemouth 13 dicembre 2016, ore 19:45 GMT 16ª giornata | Bournemouth | 1 – 0 referto | Leicester City | Vitality Stadium |
| \| \| \| \| \| Pugh 34’ \| Marcatori \| \|               |             |               |                |                  |
|                                                          |             |               |                |                  |
| Pugh 34’                                                 | Marcatori   |               |                |                  |

| Stoke-on-Trent 17 dicembre 2016, ore 15:00 GMT 17ª giornata                          | Stoke City | 2 – 2 referto         | Leicester City | Stadio Bet365 |
| \| \| \| \| \| Krkić 39’ (rig.) Allen 45+3’ \| Marcatori \| 74’ Ulloa 88’ Amartey \| |            |                       |                |               |
|                                                                                      |            |                       |                |               |
| Krkić 39’ (rig.) Allen 45+3’                                                         | Marcatori  | 74’ Ulloa 88’ Amartey |                |               |

| Leicester 26 dicembre 2016, ore 14:00 GMT 18ª giornata      | Leicester City | 0 – 2 referto             | Everton | King Power Stadium |
| \| \| \| \| \| \| Marcatori \| 51’ Mirallas 90+1’ Lukaku \| |                |                           |         |                    |
|                                                             |                |                           |         |                    |
|                                                             | Marcatori      | 51’ Mirallas 90+1’ Lukaku |         |                    |

| Leicester 31 dicembre 2016, ore 14:00 GMT 19ª giornata | Leicester City | 1 – 0 referto | West Ham Utd | King Power Stadium |
| \| \| \| \| \| Slimani 20’ \| Marcatori \| \|          |                |               |              |                    |
|                                                        |                |               |              |                    |
| Slimani 20’                                            | Marcatori      |               |              |                    |

#### Girone di ritorno
| Middlesbrough 2 gennaio 2017, ore 12:30 GMT 20ª giornata | Middlesbrough | 0 – 0 referto | Leicester City | Riverside Stadium |

| Leicester 14 gennaio 2017, ore 16:00 GMT 21ª giornata      | Leicester City | 0 – 3 referto            | Chelsea | King Power Stadium |
| \| \| \| \| \| \| Marcatori \| 6’, 51’ Alonso 71’ Pedro \| |                |                          |         |                    |
|                                                            |                |                          |         |                    |
|                                                            | Marcatori      | 6’, 51’ Alonso 71’ Pedro |         |                    |

| Southampton 22 gennaio 2017, ore 12:00 GMT 22ª giornata                          | Southampton | 3 – 0 referto | Leicester City | St Mary's Stadium |
| \| \| \| \| \| Ward-Prowse 26’ Rodriguez 39’ Tadić 86’ (rig.) \| Marcatori \| \| |             |               |                |                   |
|                                                                                  |             |               |                |                   |
| Ward-Prowse 26’ Rodriguez 39’ Tadić 86’ (rig.)                                   | Marcatori   |               |                |                   |

| Burnley 31 gennaio 2017, ore 19:45 GMT 23ª giornata | Burnley   | 1 – 0 referto | Leicester City | Turf Moor |
| \| \| \| \| \| Vokes 87’ \| Marcatori \| \|         |           |               |                |           |
|                                                     |           |               |                |           |
| Vokes 87’                                           | Marcatori |               |                |           |

| Leicester 5 febbraio 2017, ore 19:45 GMT 24ª giornata                     | Leicester City | 0 – 3 referto                           | Manchester Utd | King Power Stadium |
| \| \| \| \| \| \| Marcatori \| 42’ Mkhitaryan 44’ Ibrahimović 49’ Mata \| |                |                                         |                |                    |
|                                                                           |                |                                         |                |                    |
|                                                                           | Marcatori      | 42’ Mkhitaryan 44’ Ibrahimović 49’ Mata |                |                    |

| Swansea 12 febbraio 2017, ore 16:00 GMT 25ª giornata      | Swansea City | 2 – 0 referto | Leicester City | Liberty Stadium |
| \| \| \| \| \| Mawson 36’ Olsson 45+2’ \| Marcatori \| \| |              |               |                |                 |
|                                                           |              |               |                |                 |
| Mawson 36’ Olsson 45+2’                                   | Marcatori    |               |                |                 |

| Leicester 27 febbraio 2017, ore 20:00 GMT 26ª giornata                       | Leicester City | 3 – 1 referto | Liverpool | King Power Stadium |
| \| \| \| \| \| Vardy 28’, 60’ Drinkwater 39’ \| Marcatori \| 68’ Coutinho \| |                |               |           |                    |
|                                                                              |                |               |           |                    |
| Vardy 28’, 60’ Drinkwater 39’                                                | Marcatori      | 68’ Coutinho  |           |                    |

| Leicester 4 marzo 2017, ore 15:00 GMT 27ª giornata                                       | Leicester City | 3 – 1 referto | Hull City | King Power Stadium |
| \| \| \| \| \| Fuchs 27’ Mahrez 59’ Huddlestone 90’ (aut.) \| Marcatori \| 14’ Clucas \| |                |               |           |                    |
|                                                                                          |                |               |           |                    |
| Fuchs 27’ Mahrez 59’ Huddlestone 90’ (aut.)                                              | Marcatori      | 14’ Clucas    |           |                    |

| Londra 18 marzo 2017, ore 15:00 GMT 28ª giornata                                   | West Ham Utd | 2 – 3 referto               | Leicester City | Olympic Stadium |
| \| \| \| \| \| Lanzini 20’ Ayew 63’ \| Marcatori \| 5’ Mahrez 7’ Huth 38’ Vardy \| |              |                             |                |                 |
|                                                                                    |              |                             |                |                 |
| Lanzini 20’ Ayew 63’                                                               | Marcatori    | 5’ Mahrez 7’ Huth 38’ Vardy |                |                 |

| Leicester 1 aprile 2017, ore 15:00 BST 29ª giornata   | Leicester City | 2 – 0 referto | Stoke City | King Power Stadium |
| \| \| \| \| \| Ndidi 25’ Vardy 47’ \| Marcatori \| \| |                |               |            |                    |
|                                                       |                |               |            |                    |
| Ndidi 25’ Vardy 47’                                   | Marcatori      |               |            |                    |

| Leicester 4 aprile 2017, ore 19:45 BST 30ª giornata     | Leicester City | 2 – 0 referto | Sunderland | King Power Stadium |
| \| \| \| \| \| Slimani 69’ Vardy 78’ \| Marcatori \| \| |                |               |            |                    |
|                                                         |                |               |            |                    |
| Slimani 69’ Vardy 78’                                   | Marcatori      |               |            |                    |

| Everton 9 aprile 2017, ore 16:00 BST 31ª giornata                                                  | Everton   | 4 – 2 referto             | Leicester City | Goodison Park |
| \| \| \| \| \| Davies 1’ Lukaku 23’, 57’ Jagielka 41’ \| Marcatori \| 4’ Slimani 10’ Albrighton \| |           |                           |                |               |
| |           |                           |                |               |
| Davies 1’ Lukaku 23’, 57’ Jagielka 41’                                                             | Marcatori | 4’ Slimani 10’ Albrighton |                |               |

| Londra 15 aprile 2017, ore 14:00 BST 32ª giornata                          | Crystal Palace | 2 – 2 referto     | Leicester City | Selhurst Park |
| \| \| \| \| \| Cabaye 54’ Benteke 70’ \| Marcatori \| 6’ Huth 52’ Vardy \| |                |                   |                |               |
|                                                                            |                |                   |                |               |
| Cabaye 54’ Benteke 70’                                                     | Marcatori      | 6’ Huth 52’ Vardy |                |               |

| Londra 26 aprile 2017, ore 19:45 BST 33ª giornata | Arsenal   | 1 – 0 referto | Leicester City | Emirates Stadium |
| \| \| \| \| \| Huth 86’ (aut.) \| Marcatori \| \| |           |               |                |                  |
|                                                   |           |               |                |                  |
| Huth 86’ (aut.)                                   | Marcatori |               |                |                  |

| West Bromwich 29 aprile 2017, ore 15:00 BST 34ª giornata | West Bromwich | 0 – 1 referto | Leicester City | The Hawthorns |
| \| \| \| \| \| \| Marcatori \| 43’ Vardy \|              |               |               |                |               |
|                                                          |               |               |                |               |
|                                                          | Marcatori     | 43’ Vardy     |                |               |

| Leicester 6 maggio 2017, ore 15:00 BST 35ª giornata                     | Leicester City | 3 – 0 referto | Watford | King Power Stadium |
| \| \| \| \| \| Ndidi 38’ Mahrez 58’ Albrighton 90+3’ \| Marcatori \| \| |                |               |         |                    |
|                                                                         |                |               |         |                    |
| Ndidi 38’ Mahrez 58’ Albrighton 90+3’                                   | Marcatori      |               |         |                    |

| Manchester 13 maggio 2017, ore 12:30 BST 36ª giornata                    | Manchester City | 2 – 1 referto | Leicester City | Etihad Stadium |
| \| \| \| \| \| Silva 29’ Jesus 36’ (rig.) \| Marcatori \| 42’ Okazaki \| |                 |               |                |                |
|                                                                          |                 |               |                |                |
| Silva 29’ Jesus 36’ (rig.)                                               | Marcatori       | 42’ Okazaki   |                |                |

| Leicester 13 maggio 2017, ore 12:30 BST 37ª giornata                                  | Leicester City | 1 – 6 referto                          | Tottenham | King Power Stadium |
| \| \| \| \| \| Chilwell 59’ \| Marcatori \| 25’, 63’, 88’, 90+2’ Kane 36’, 71’ Son \| |                |                                        |           |                    |
|                                                                                       |                |                                        |           |                    |
| Chilwell 59’                                                                          | Marcatori      | 25’, 63’, 88’, 90+2’ Kane 36’, 71’ Son |           |                    |

| Leicester 21 maggio 2017, ore 15:00 BST 38ª giornata     | Leicester City | 1 – 1 referto | Bournemouth | King Power Stadium |
| \| \| \| \| \| Vardy 51’ \| Marcatori \| 1’ Stanislas \| |                |               |             |                    |
|                                                          |                |               |             |                    |
| Vardy 51’                                                | Marcatori      | 1’ Stanislas  |             |                    |

### FA Cup

#### Turni eliminatori
| Everton 7 gennaio 2017, ore 15:00 GMT Terzo turno          | Everton   | 1 – 2 referto | Leicester City | Goodison Park |
| \| \| \| \| \| Lukaku 63’ \| Marcatori \| 66’, 71’ Musa \| |           |               |                |               |
|                                                            |           |               |                |               |
| Lukaku 63’                                                 | Marcatori | 66’, 71’ Musa |                |               |

| Derby 27 gennaio 2017, ore 19:55 GMT Quarto turno                               | Derby County | 2 – 2 referto             | Leicester City | iPro Stadium |
| \| \| \| \| \| Bent 21’ Bryson 40’ \| Marcatori \| 8’ (aut.) Bent 86’ Morgan \| |              |                           |                |              |
|                                                                                 |              |                           |                |              |
| Bent 21’ Bryson 40’                                                             | Marcatori    | 8’ (aut.) Bent 86’ Morgan |                |              |

| Leicester 8 febbraio 2017, ore 19:45 GMT Quarto turno                     | Leicester City | 3 – 1 (d.t.s.) referto | Derby County | King Power Stadium |
| \| \| \| \| \| King 46’ Ndidi 94’ Gray 114’ \| Marcatori \| 61’ Camara \| |                |                        |              |                    |
|                                                                           |                |                        |              |                    |
| King 46’ Ndidi 94’ Gray 114’                                              | Marcatori      | 61’ Camara             |              |                    |

| Millwall 18 febbraio 2017, ore 15:00 GMT Quinto turno | Millwall  | 1 – 0 referto | Leicester City | The Den |
| \| \| \| \| \| Cummings 90’ \| Marcatori \| \|        |           |               |                |         |
|                                                       |           |               |                |         |
| Cummings 90’                                          | Marcatori |               |                |         |

| Leicester 20 settembre 2016, ore 19:45 BST Terzo turno                                            | Leicester City | 2 – 4 (d.t.s.) referto                         | Chelsea | King Power Stadium |
| \| \| \| \| \| Okazaki 17’, 34’ \| Marcatori \| 45+2’ Cahill 49’ Azpilicueta 92’, 94’ Fàbregas \| |                |                                                |         |                    |
|                                                                                                   |                |                                                |         |                    |
| Okazaki 17’, 34’                                                                                  | Marcatori      | 45+2’ Cahill 49’ Azpilicueta 92’, 94’ Fàbregas |         |                    |

### UEFA Champions League

#### Fase a gironi
| Arbitro: | Sidiropoulos |

|  |           |                                      |
|  | Marcatori | 5’ Albrighton 29’, 61’ (rig.) Mahrez |

| Arbitro: | Çakır |

|             |           |  |
| Slimani 25’ | Marcatori |  |

| Arbitro: | Rizzoli |

|            |           |  |
| Mahrez 40’ | Marcatori |  |

| Copenaghen 2 novembre 2016, ore 20:45 CET 4ª giornata | Copenaghen | 0 – 0 referto | Leicester City | Parken Stadium (34 146 spett.)\| Arbitro: \| Brych \| |
| Arbitro:                                              | Brych      |               |                |                                                       |

| Arbitro: | Buquet |

|                              |           |               |
| Okazaki 5’ Mahrez 30’ (rig.) | Marcatori | 52’ Izquierdo |

| Arbitro: | Zwayer |

|                                                            |           |  |
| André Silva 6’, 64’ (rig.) Corona 26’ Brahimi 44’ Jota 77’ | Marcatori |  |

### Fase a eliminazione diretta
| Arbitro: | Turpin |

|                        |           |           |
| Sarabia 25’ Correa 62’ | Marcatori | 73’ Vardy |

| Arbitro: | Orsato |

|                           |           |  |
| Morgan 27’ Albrighton 54’ | Marcatori |  |

| Arbitro: | Eriksson |

|                      |           |  |
| Griezmann 28’ (rig.) | Marcatori |  |

| Arbitro: | Rocchi |

|           |           |          |
| Vardy 61’ | Marcatori | 26’ Saúl |

### FA Community Shield
| Arbitro: | Craig Pawson (South Yorkshire) |

|           |           |                             |
| Vardy 52’ | Marcatori | 32’ Lingard 83’ Ibrahimović |

## Statistiche

### Statistiche di squadra
| Competizione          | Punti     | In casa | In casa | In casa | In casa | In casa | In casa | In trasferta | In trasferta | In trasferta | In trasferta | In trasferta | In trasferta | Totale | Totale | Totale | Totale | Totale | Totale | DR  |
| Competizione          | Punti     | G       | V       | N       | P       | Gf      | Gs      | G            | V            | N            | P            | Gf           | Gs           | G      | V      | N      | P      | Gf     | Gs     | DR  |
| --------------------- | --------- | ------- | ------- | ------- | ------- | ------- | ------- | ------------ | ------------ | ------------ | ------------ | ------------ | ------------ | ------ | ------ | ------ | ------ | ------ | ------ | --- |
| Premier League        | 44        | 19      | 10      | 5       | 4       | 31      | 25      | 19           | 2            | 4            | 13           | 17           | 38           | 38     | 12     | 8      | 18     | 48     | 63     | -15 |
| FA Cup                | -         | 1       | 1       | 0       | 0       | 3       | 1       | 3            | 1            | 1            | 1            | 4            | 4            | 4      | 2      | 1      | 1      | 7      | 5      | +2  |
| League Cup            | -         | 1       | 0       | 0       | 1       | 2       | 4       | 0            | 0            | 0            | 0            | 0            | 0            | 1      | 0      | 0      | 1      | 2      | 4      | -2  |
| UEFA Champions League | 13        | 3       | 3       | 0       | 0       | 4       | 1       | 3            | 1            | 1            | 1            | 3            | 5            | 6      | 4      | 1      | 1      | 7      | 6      | +1  |
| Community Shield      | finalista | 1       | 0       | 0       | 1       | 1       | 2       | 0            | 0            | 0            | 0            | 0            | 0            | 1      | 0      | 0      | 1      | 1      | 2      | -1  |
| Totale                | 57        | 25      | 14      | 5       | 6       | 41      | 33      | 25           | 4            | 6            | 15           | 24           | 47           | 50     | 18     | 10     | 22     | 65     | 80     | -15 |